# Oncopsis appendiculata
Oncopsis appendiculata är en insektsart som beskrevs av Wagner 1944. Oncopsis appendiculata ingår i släktet Oncopsis och familjen dvärgstritar. Enligt den finländska rödlistan är arten sårbar i Finland. Arten är reproducerande i Sverige. Artens livsmiljö är åsmoskogar. Inga underarter finns listade i Catalogue of Life.